# Miss Universo 1997
Miss Universo 1997, la 46.ª edición del concurso Miss Universo, se llevó a cabo en el Miami Beach Convention Center en Miami Beach, Florida (Estados Unidos) el 16 de mayo. Esta fue la primera edición bajo la propiedad de Donald Trump, quien compró Miss Universe Inc. en octubre de 1996.
Representantes provenientes de setenta y cuatro países y territorios compitieron por el título en esta edición del concurso. Al final del evento, Alicia Machado de Venezuela coronó a Brook Lee de Estados Unidos como Miss Universo 1997. Es la séptima victoria de Estados Unidos, después de las de 1954, 1956, 1960, 1967, 1980 y 1995.
El concurso fue presentado por George Hamilton, mientras que Marla Maples Trump se desempeñó como corresponsal tras bambalinas. Enrique Iglesias se encargó del entretenimiento.

## Antecedentes

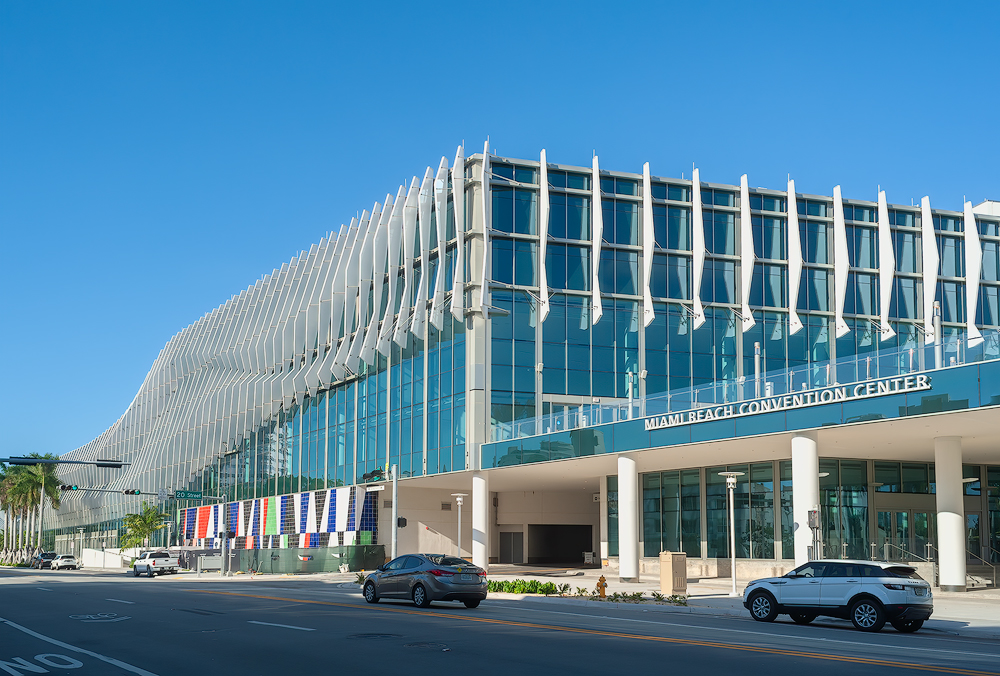
Miami Beach Convention Center, recinto sede de Miss Universo 1997

### Ubicación y fecha
En julio de 1995, el ministro Tico Croes de Aruba anunció que existía la posibilidad de que Miss Universo se realizara en Aruba en 1997. Según él, el evento habría sido una gran promoción si se hubiera realizado en Aruba.
En marzo de 1997, se anunció que el concurso se llevaría a cabo en Miami Beach, Florida (Estados Unidos). Esta fue la primera vez que Miss Universo se llevó a cabo en Miami Beach desde 1971.

### Selección de candidatas

#### Reemplazos
La ganadora de Miss Chile 1997, Hetu'u Rapu de la isla de Pascua fue reemplazada por su primera finalista, Claudia Delpín, porque no cumplía el requisito de edad. La tercera finalista de Miss Deutschland 1997, Agathe Neuner, fue designada para participar en esta edición después de que Miss Deutschland 1997, Nadine Schmidt, se retirara por motivos personales.

#### Debuts, regresos y retiros
Esta edición marcó el debut de Croacia, y los regresos Bermudas, Islas Vírgenes de los Estados Unidos y Mauricio. Bermudas compitió por última vez en 1992, y las Islas Vírgenes de los Estados Unidos y Mauricio compitieron por última vez en 1995.
Dinamarca, Ghana, Gran Bretaña, Indonesia, Islas Caimán, Islas Cook, Noruega, Países Bajos y Sri Lanka se retiraron. Indonesia no participó después de que el gobierno indonesio nuevamente no permitiera a las indonesias participar en Miss Universo debido a las opiniones islámicas conservadoras del país sobre el uso de trajes de baño. Luz María Sánchez Herdocia de Nicaragua no participó después de que su organización nacional quebró. Dinamarca, Ghana, Islas Caimán, Islas Cook, Noruega, Países Bajos y Sri Lanka no participaron después de que sus respectivas organizaciones no pudieron realizar un concurso nacional ni designar a una candidata.
Kuso Kamwambi de Zambia debía participar en esta edición, pero no lo hizo por problemas en su organización nacional.

## Resultados

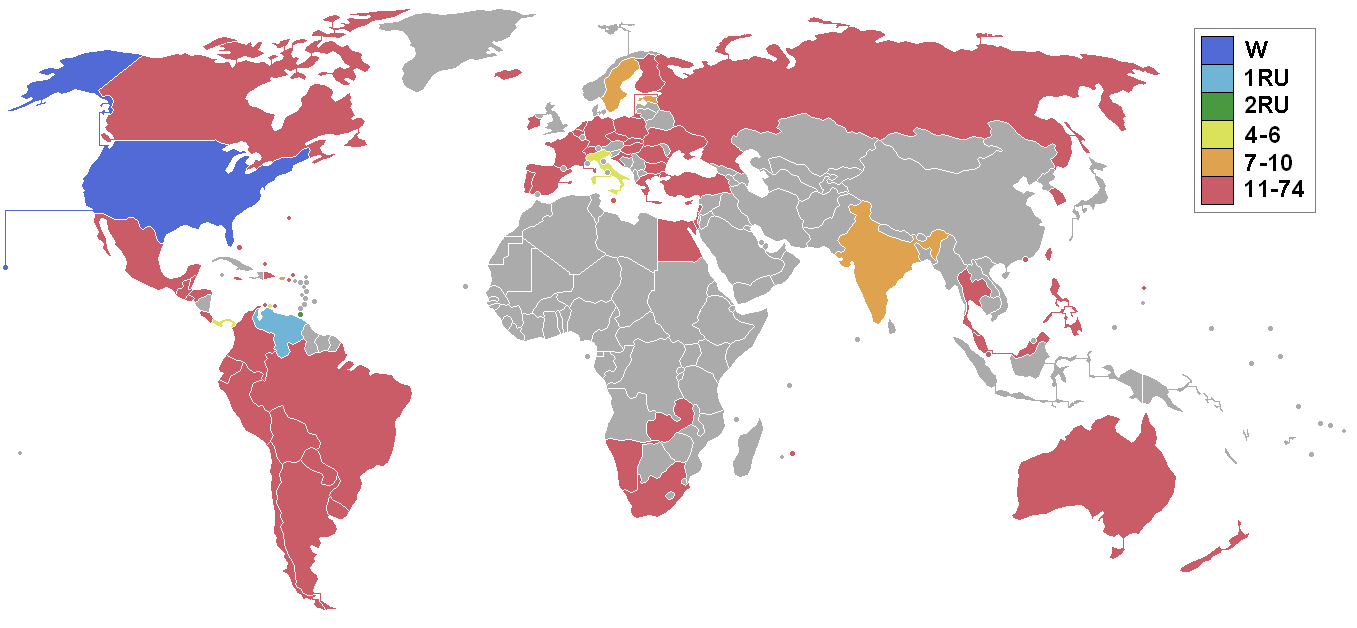
Países y territorios que enviaron candidatas y resultados para Miss Universo 1997

### Posiciones
| Posición           | Candidata |
| ------------------ | --- |
| Miss Universo 1997 | - Estados Unidos - Brook Lee                                                                                           |
| Primera finalista  | - Venezuela - Marena Bencomo                                                                                           |
| Segunda finalista  | - Trinidad y Tobago - Margot Bourgeois                                                                                 |
| Top 6              | - Panamá - Lía Borrero - Curazao - Verna Vásquez - Italia - Denny Méndez                                               |
| Top 10             | - India - Nafisa Joseph † - Estonia - Kristiina Heinmets - Puerto Rico - Ana Rosa Brito - Suecia - Victoria Lagerström |

### Puntajes
| País              | Entrevista | Traje de baño | Traje de noche | Promedio   | Top 6     |
| ----------------- | ---------- | ------------- | -------------- | ---------- | --------- |
| Italia            | 9.543 (2)  | 9.614 (2)     | 9.764 (2)      | 9.640 (1)  | 9.450 (5) |
| Curazao           | 9.443 (3)  | 9.623 (1)     | 9.799 (1)      | 9.621 (2)  | 9.629 (4) |
| Estados Unidos    | 9.614 (1)  | 9.500 (3)     | 9.683 (4)      | 9.599 (3)  | 9.881 (1) |
| Venezuela         | 9.060 (10) | 9.471 (4)     | 9.729 (3)      | 9.420 (4)  | 9.829 (2) |
| Trinidad y Tobago | 9.343 (5)  | 9.271 (6)     | 9.600 (5)      | 9.405 (5)  | 9.643 (3) |
| Panamá            | 9.386 (4)  | 9.229 (7)     | 9.443 (7)      | 9.352 (6)  | 9.143 (6) |
| Estonia           | 9.143 (9)  | 9.357 (5)     | 9.417 (8)      | 9.306 (7)  |           |
| Puerto Rico       | 9.271 (6)  | 9.043 (8)     | 9.471 (6)      | 9.262 (8)  |           |
| Suecia            | 9.229 (7)  | 8.929 (10)    | 9.271 (9)      | 9.143 (9)  |           |
| India             | 9.157 (8)  | 9.043 (8)     | 9.129 (10)     | 9.103 (10) |           |

     Ganadora
     Primera finalista
     Segunda finalista
     Top 6
     Top 10
(#) Ranking

### Premios especiales
Los premios especiales fueron otorgados a las siguientes candidatas:
| Premio          | Candidata                     |
| --------------- | ----------------------------- |
| Miss Fotogénica | - Filipinas - Abbygale Arenas |
| Miss Simpatía   | - Australia - Laura Csortan   |

#### Mejor traje nacional
La ganadora y finalistas del premio al mejor traje nacional son las siguientes:
| Posición          | Candidata                          |
| ----------------- | ---------------------------------- |
| Ganadora          | - Colombia - Claudia Elena Vásquez |
| Primera finalista | - Honduras Joselina García         |
| Segunda finalista | - Perú - Claudia Dopf              |

## El concurso

### Formato
Al igual que en 1990, se seleccionaron diez semifinalistas mediante competencia preliminar y entrevistas a puerta cerrada. Diez semifinalistas participaron en la competencia de trajes de baño y de noche y, finalmente, se seleccionaron las seis finalistas. Seis finalistas compitieron en la ronda preliminar de preguntas y respuestas, y tres finalistas compitieron en la ronda final de preguntas y respuestas.

### Jurado
El panel de jueces estuvo conformado por las siguientes nueve personas:
- Cristina Saralegui, presentadora de televisión cubana
- Tommy Ford, actor estadounidense
- Eva Herzigova, modelo y actriz checa
- Pat O'Brien, comentarista deportivo
- Monique Pillard, agente de modelos
- James E. Billie, exlíder de Seminole
- Ingrid Seynhaeve, modelo belga
- Mike Love, cantante estadounidense
- Carolina Herrera, diseñadora de moda venezolana

## Candidatas
74 candidatas compitieron por el título.
| País/Territorio                      | Candidata                    | Edad | Procedencia                  |
| ------------------------------------ | ---------------------------- | ---- | ---------------------------- |
| Alemania                             | Agathe Neuner                | 22   | Múnich                       |
| Argentina                            | Nazarena González            | 22   | Buenos Aires                 |
| Aruba                                | Karen-Ann Peterson           | 20   | Paradera                     |
| Australia                            | Laura Csortan                | 20   | Brisbane                     |
| Bahamas                              | Nestaea Sealy                | 18   | Nasáu                        |
| Bélgica                              | Laurence Borremans           | 19   | Wavre                        |
| Belice                               | Sharon Dominguez             | 22   | Orange Walk                  |
| Bermudas                             | Naomi Darrell                | 20   | Parroquia de Warwick         |
| Bolivia                              | Helga Bauer                  | 19   | Santa Cruz dela Sierra       |
| Bonaire                              | Jhane-Louise Landwier        | 18   | Kralendijk                   |
| Brasil                               | Nayla Micherif               | 21   | Ubá                          |
| Bulgaria                             | Krassmira Todorova           | –    | Varna                        |
| Canadá                               | Carmen Kempt                 | 18   | Red Deer                     |
| Chile                                | Claudia Delpín               | 18   | Iquique                      |
| Chipre                               | Korina Nikolaou              | 18   | Aradippou                    |
| Colombia                             | Claudia Elena Vásquez        | 22   | Medellín                     |
| Corea del Sur                        | Lee Eun-hee                  | 19   | Seúl                         |
| Costa Rica                           | Gabriela Aguilar             | 19   | Santa Ana                    |
| Croacia                              | Kristina Cherina             | 18   | Split                        |
| Curazao                              | Verna Vasquez                | 23   | Willemstad                   |
| Ecuador                              | María José López             | 19   | Quito                        |
| Egipto                               | Eiman Abdallah Thakeb        | –    | El Cairo                     |
| El Salvador                          | Carmen Carrillo              | 19   | San Salvador                 |
| Eslovaquia                           | Lucia Povrazníková           | 18   | Banská Bystrica              |
| España                               | Inés Sáinz Esteban           | 21   | Bilbao                       |
| Estados Unidos                       | Brook Lee                    | 26   | Pearl City                   |
| Estonia                              | Kristiina Heinmets           | 18   | Tallin                       |
| Filipinas                            | Abbygale Arenas              | 22   | Ángeles                      |
| Finlandia                            | Karita Tuomola               | 20   | Kuopio                       |
| Francia                              | Patricia Spéhar              | 21   | París                        |
| Grecia                               | Elina Zisi                   | 21   | Atenas                       |
| Guatemala                            | Carol Aquino                 | 19   | Chiquimula                   |
| Honduras                             | Joselina García              | 18   | La Ceiba                     |
| Hong Kong                            | Lee San-san                  | 19   | Hong Kong                    |
| Hungría                              | Ildikó Kecan                 | 19   | Debrecen                     |
| India                                | Nafisa Joseph †              | 19   | Bangalore                    |
| Irlanda                              | Fiona Mullally               | 24   | Limerick                     |
| Islandia                             | Solveig Lilja Guðmundsdóttir | 20   | Reikiavik                    |
| Islas Marianas del Norte             | Melanie Sibetang             | 20   | Saipan                       |
| Islas Turcas y Caicos                | Keisha Delancy               | 23   | Gran Turca                   |
| Islas Vírgenes Británicas            | Melinda Penn                 | –    | Tórtola                      |
| Islas Vírgenes de los Estados Unidos | Vania Thomas                 | 27   | Charlotte Amalie             |
| Israel                               | Dikla Hamdy                  | –    | Beerseba                     |
| Italia                               | Denny Méndez                 | 18   | Florencia                    |
| Jamaica                              | Nadine Thomas                | 21   | Parroquia de Saint Catherine |
| Líbano                               | Dalida Chammai               | 23   | Beirut                       |
| Malasia                              | Trincy Low                   | 21   | George Town                  |
| Malta                                | Claire Grech                 | 21   | San Ġwann                    |
| Mauricio                             | Cindy Cesar                  | 20   | Centre de Flacq              |
| México                               | Rebeca Tamez                 | 21   | Ciudad Victoria              |
| Namibia                              | Sheya Shipanga               | 22   | Windhoek                     |
| Nueva Zelanda                        | Marina McCartney             | 20   | Auckland                     |
| Panamá                               | Lía Borrero                  | 20   | Las Tablas                   |
| Paraguay                             | Rosanna Jiménez              | 23   | Encarnación                  |
| Perú                                 | Claudia María Dopf           | 20   | Lima                         |
| Polonia                              | Agnieszka Zielińska          | 21   | Poznań                       |
| Portugal                             | Lara Antunes                 | 19   | Lisboa                       |
| Puerto Rico                          | Ana Rosa Brito               | 26   | San Juan                     |
| República Checa                      | Petra Minářová               | 19   | Praga                        |
| República Dominicana                 | Cesarina Mejía               | 20   | Azua                         |
| Rumania                              | Diana Maria Urdareanu        | 20   | Timișoara                    |
| Rusia                                | Anna Baitchik                | 20   | San Petersburgo              |
| Singapur                             | Tricia Tan                   | 24   | Singapur                     |
| Sudáfrica                            | Mbali Gasa                   | 21   | Durban                       |
| Suecia                               | Victoria Lagerström          | 24   | Estocolmo                    |
| Suiza                                | Melanie Winiger              | 18   | Losone                       |
| Tailandia                            | Suangsuda Lawanprasert       | 19   | Bangkok                      |
| Taiwán                               | Chio Hai Ta                  | 24   | Taichung                     |
| Trinidad y Tobago                    | Margot Bourgeois             | 24   | Arouca                       |
| Turquía                              | Yeşim Çetin                  | 20   | Estambul                     |
| Ucrania                              | Natalia Nadtochey            | 21   | Járkov                       |
| Uruguay                              | Adriana Cano                 | 20   | Montevideo                   |
| Venezuela                            | Marena Bencomo               | 23   | Valencia                     |
| Zimbabue                             | Lorraine Magwenzi            | 22   | Harare                       |

### Puntajes preliminares
| País                                 | Traje de baño | Entrevista | Traje de noche | Promedio   |
| ------------------------------------ | ------------- | ---------- | -------------- | ---------- |
| Curazao                              | 9.36          | 9.37       | 9.53           | 9.420 (1)  |
| Panamá                               | 8.98          | 9.62       | 9.40           | 9.333 (2)  |
| Estados Unidos                       | 9.11          | 9.56       | 9.04           | 9.237 (3)  |
| Italia                               | 9.31          | 8.73       | 9.47           | 9.170 (4)  |
| Trinidad y Tobago                    | 8.61          | 9.59       | 9.19           | 9.130 (5)  |
| Venezuela                            | 8.44          | 9.50       | 9.31           | 9.083 (6)  |
| Estonia                              | 9.19          | 8.79       | 9.23           | 9.060 (7)  |
| Suecia                               | 8.59          | 9.26       | 9.10           | 8.983 (8)  |
| Puerto Rico                          | 8.44          | 9.42       | 9.05           | 8.970 (9)  |
| India                                | 8.86          | 9.25       | 8.79           | 8.967 (10) |
| Filipinas                            | 8.73          | 9.31       | 8.81           | 8.950 (11) |
| Costa Rica                           | 8.76          | 9.06       | 9.01           | 8.943 (12) |
| Australia                            | 8.58          | 9.29       | 8.85           | 8.907 (13) |
| República Checa                      | 8.63          | 9.15       | 8.86           | 8.880 (14) |
| Nueva Zelanda                        | 8.67          | 9.32       | 8.59           | 8.860 (15) |
| Suiza                                | 8.68          | 9.29       | 8.59           | 8.853 (16) |
| México                               | 8.26          | 9.26       | 9.04           | 8.853 (16) |
| Finlandia                            | 8.75          | 8.82       | 8.98           | 8.850 (18) |
| Islandia                             | 8.71          | 8.69       | 9.07           | 8.823 (19) |
| Colombia                             | 8.18          | 9.45       | 8.81           | 8.813 (20) |
| Israel                               | 8.81          | 8.74       | 8.85           | 8.800 (21) |
| Polonia                              | 8.40          | 8.83       | 8.77           | 8.667 (22) |
| Ucrania                              | 8.08          | 8.95       | 8.88           | 8.637 (23) |
| Tailandia                            | 8.21          | 9.16       | 8.54           | 8.637 (23) |
| Sudáfrica                            | 7.97          | 9.29       | 8.62           | 8.627 (25) |
| Irlanda                              | 8.46          | 9.16       | 8.23           | 8.617 (26) |
| Alemania                             | 8.52          | 8.73       | 8.54           | 8.597 (27) |
| Hungría                              | 8.55          | 8.72       | 8.46           | 8.577 (28) |
| Turquía                              | 8.23          | 8.83       | 8.67           | 8.577 (28) |
| Francia                              | 8.36          | 8.57       | 8.39           | 8.540 (30) |
| Jamaica                              | 7.96          | 9.21       | 8.43           | 8.533 (31) |
| Honduras                             | 8.05          | 8.88       | 8.66           | 8.530 (32) |
| El Salvador                          | 8.00          | 9.22       | 8.31           | 8.510 (33) |
| España                               | 8.09          | 8.93       | 8.46           | 8.493 (34) |
| Malasia                              | 8.00          | 8.96       | 8.39           | 8.450 (35) |
| Zimbabue                             | 8.09          | 9.03       | 8.23           | 8.450 (35) |
| Portugal                             | 7.94          | 9.01       | 8.34           | 8.430 (37) |
| Chile                                | 8.26          | 8.69       | 8.32           | 8.423 (38) |
| Ecuador                              | 7.95          | 8.93       | 8.33           | 8.403 (39) |
| Islas Vírgenes de los Estados Unidos | 7.73          | 9.23       | 8.24           | 8.400 (40) |
| Chipre                               | 8.06          | 8.72       | 8.42           | 8.400 (40) |
| República Dominicana                 | 7.66          | 9.40       | 8.12           | 8.393 (42) |
| Eslovaquia                           | 8.40          | 8.04       | 8.72           | 8.387 (43) |
| Líbano                               | 7.86          | 8.70       | 8.49           | 8.350 (44) |
| Hong Kong                            | 7.88          | 8.96       | 8.15           | 8.330 (45) |
| Rusia                                | 8.23          | 8.73       | 8.00           | 8.320 (46) |
| Guatemala                            | 7.57          | 8.98       | 8.40           | 8.317 (47) |
| Bolivia                              | 7.92          | 8.89       | 8.11           | 8.307 (48) |
| Bélgica                              | 8.34          | 8.23       | 8.19           | 8.253 (49) |
| Singapur                             | 7.81          | 8.58       | 8.23           | 8.207 (50) |
| Perú                                 | 7.59          | 8.82       | 8.15           | 8.187 (51) |
| Belice                               | 7.83          | 8.54       | 8.19           | 8.187 (51) |
| Rumania                              | 8.15          | 8.37       | 7.99           | 8.170 (53) |
| Namibia                              | 7.78          | 8.74       | 7.98           | 8.167 (54) |
| Taiwán                               | 7.68          | 8.48       | 8.29           | 8.150 (55) |
| Brasil                               | 7.67          | 8.81       | 7.95           | 8.143 (56) |
| Paraguay                             | 7.29          | 9.04       | 7.98           | 8.103 (57) |
| Uruguay                              | 7.45          | 8.53       | 8.31           | 8.097 (58) |
| Croacia                              | 7.96          | 7.89       | 8.39           | 8.080 (59) |
| Canadá                               | 7.54          | 8.67       | 7.99           | 8.067 (60) |
| Aruba                                | 7.57          | 8.56       | 8.05           | 8.060 (61) |
| Corea del Sur                        | 7.67          | 8.26       | 8.23           | 8.053 (62) |
| Argentina                            | 7.39          | 8.73       | 8.00           | 8.040 (63) |
| Grecia                               | 7.54          | 8.46       | 7.94           | 7.980 (64) |
| Bulgaria                             | 8.19          | 7.39       | 8.15           | 7.910 (65) |
| Egipto                               | 7.31          | 8.58       | 7.80           | 7.896 (66) |
| Bahamas                              | 7.58          | 8.19       | 7.90           | 7.890 (67) |
| Bonaire                              | 7.69          | 8.29       | 7.64           | 7.873 (68) |
| Islas Vírgenes Británicas            | 7.36          | 8.33       | 7.64           | 7.777 (69) |
| Malta                                | 7.19          | 8.28       | 7.83           | 7.767 (70) |
| Mauricio                             | 7.48          | 8.15       | 7.54           | 7.723 (71) |
| Islas Marianas del Norte             | 7.08          | 8.61       | 7.57           | 7.753 (72) |
| Islas Turcas y Caicos                | 7.26          | 8.61       | 7.32           | 7.730 (73) |
| Bermudas                             | 7.14          | 8.29       | 7.46           | 7.630 (74) |